# Ketoacidos
Ketoacidos är en metabol acidos som beror på en så kraftig frisättning av ketonkroppar att blodet blir surt. Det inträffar framförallt vid bristfällig insulintillförsel hos personer med diabetes, framför allt vid typ I, vid långvarig svält, en del förgiftningar eller alkoholism. Ketoacidos är ett livshotande tillstånd som utvecklas på mindre än ett dygn.
Ketoacidos är en särskilt kraftig form av ketos, som inträffar hos diabetiker när de får en akut insulinbrist. De har då mycket höga nivåer av ketoner i blodet, ett artärblod-pH lägre än 7,35 samt ett blodsocker på över 12 mmol/L. Dock krävs ett pH lägre än 7,30 för att uppfylla kriterierna för diabetes ketoacidos.
En låg kolhydratkonsumtion ökar fettoxidationen och således mängden fria fettsyror i blodet, samtidigt kommer det att åsamka brist av bland annat oxalacetat i citronsyracykeln vilket resulterar i ansamling av Acetyl-CoA. Acetyl-CoA omvandlas därefter till ketonkroppar. Ketos förekommer bland annat vid svält, men leder inte till surare blod hos friska individer där kroppen tar hand om det genom utandningsluften och urinen. Det är en stor skillnad på ketoacidos och ketos. När man vaknar på morgonen har man normalt en större andel ketoner i blodet vilket är helt normalt. Ketoacidos är ett helt annat tillstånd som diabetiker kan råka ut för eller i mycket sällsynta fall vid svält.
Kroppens fettreserver (triglycerider) bryts i ett första skede ned till glycerol och fettsyror. Bland annat eftersom blodets förmåga att transportera fettsyror är begränsad, och eftersom de inte kan passera blod-hjärnbarriären, bildas även ketonkroppar. Vissa av ketonkropparna är syror, men detta leder till surare blod endast vid okontrollerad frisättning som vid obehandlad diabetes typ I.
Svår giftstruma kan yttra sig i ketoacidos.

## Kemi
Ketokropparnas karboxylgrupp har ett pKa-värde på ungefär 4. Detta medför att de kommer att protolyseras och ge upphov till fria protoner, medan de transporteras genom blodet. Detta sänker blodets pH och orsakar acidosen. 

## Symptom
Tecken på ketoacidos är en ökad törst, ökad hunger och ökad urinmängd. Ketonkropparna orsakar illamående, kräkningar och buksmärta. Insulinbristen leder till minskad glukos i celler vilket ger trötthet. Andra symptom vid ketoacidos är hyperglykemi, snabbare andhämtning, hjärtklappning och förvirring. 

### Fotnoter
1. 1 2 3    - Wood, Ian; Michelle Garner (2013). Inledande omhändertagande av akut sjuka personer. Lund: Studentlitteratur AB. ISBN 978-91-44-09036-8
2. ↑  Stipanuk, Martha. & Caudill, Marie (2013). Biochemical, physiological, and molecular aspects of human nutrition (3). Elsevier. ISBN 978-1-4377-0959-9
3. ↑  http://www.merckmanuals.com/home/hormonal_and_metabolic_disorders/acid-base_balance/acidosis.html
4. ↑  Wood, Emily T., and William B. Kinlaw. "Nondiabetic ketoacidosis caused by severe hyperthyroidism." Thyroid 14.8 (2004): 628-630.